# Robert Brown (explorador)
|  | Per a altres significats, vegeu «Robert Brown (botànic)». |

Robert Brown (23 de març de 1842:3 – 26 d'octubre de 1895) va ser un explorador i escriptor escocès.
Va néixer a Camster, Caithness, i estudià a les universitats d'Edinburg, Leiden, Copenhaguen, i Rostock. Va visitar primer Spitsbergen, Groenlàndia, i la costa oest de la Badia de Baffin i més tard va fer investigacions científiques a illes del Pacífic i a les costes de Veneçuela, Alaska i del Mar de Bering, cartografiant també l'interior de l'illa de Vancouver.

## Publicacions
- Manual of Botany (1874)
- Science for All (cinc volums, 1877–82)
- The World Its Cities And Peoples (volums IV-IX, 1882–85)
- The Story of Africa and Its Explorers (4 volums, 1892–95; nova edició, 1911)
- The adventures of John Jewitt : only survivor of the crew of the ship Boston during a captivity of nearly three years among the Indians of Nootka Sound in Vancouver Island (1896) a Internet Archive.